# Тархан-Моуравов, Константин Давыдович
Константин Давыдович Тархан-Моуравов (1811—1869) — русский генерал-лейтенант, шемахинский и бакинский губернатор (1857—1863).

## Биография
Родился в 1811 году. Из грузинского княжеского рода Тархан-Моурави. В военную службу вступил в середине 1820-х годов в пехоту Отдельного Кавказского корпуса. В 1826—1828 годах он сражался с персами, а в 1828—1829 годах — с турками. За отличие 19 апреля 1829 года был произведён в прапорщики.
Далее Тархан-Моуравов принимал участие в войне с кавказскими горцами и неоднократно удостаивался орденов. Так, в 1830 году он был награждён орденом св. Анны 4-й степени, в следующем году получил орден св. Анны 3-й степени с бантом, а ещё через два года — орден св. Владимира 4-й степени с бантом. 2 марта 1839 года он, в чине поручика, был пожалован золотой шпагой с надписью «За храбрость». Вслед за тем он был произведён в штабс-капитаны и назначен правителем города Нухи Елизаветпольской губернии.
Далее он получил чины майора (в 1846 году) и подполковника (в 1848 году). В 1848 году награждён орденом св. Анны 2-й степени (императорская корона к этому ордену пожалована в 1856 году). 26 ноября 1851 года князь Тархан-Моуравов за беспорочную выслугу 25 лет в офицерских чинах был награждён орденом св. Георгия 4-й степени (№ 8725 по кавалерскому списку Григоровича — Степанова). В следующем году произведён в полковники.
Во время Крымской войны Тархан-Моуравов командовал Грузинским гренадерским полком и отличился в сражении при Курюк-Дара. За отличие в этом сражении ему 18 апреля 1855 года была пожалована крайне редкая награда — бант к ордену св. Георгия 4-й степени
Получив приказание вместе с карабинерным полком овладеть центром неприятельской позиции, он стройно двинул батальоны вперёд, которые, пройдя значительное пространство под сильным картечным и штуцерным огнём, ударили в штыки на неприятеля, более чем втрое превосходившего их силами, и после рукопашной схватки гренадеры, предводимые полковником князем Тархановым, овладели высотою, с занятием коей сражение приняло решительный оборот в нашу пользу. Но чтобы удержать этот пункт, гренадеры должны были выдержать упорный бой со 2-ю линией и резервом турецких войск. Полковннк князь Тархан-Моуравов, воодушевляя полк личным примером своей храбрости и неустрашимости, благоразумными и решительными распоряжениями, опрокинул все натиски неприятеля и не уступил ему занятой позиции.
В начале 1855 года он сдал командование полком своему брату Иосифу и некоторое время состоял при кавказских войсках без должности.
17 апреля 1857 года князь Тархан-Моуравов был произведён в генерал-майоры и назначен Шемахинским военным губернатором и управляющим гражданской частью. После преобразования Шемахинской губернии в Бакинскую Тархан-Моуравов остался на занимаемой должности. В июле 1863 года он был назначен состоять при Кавказской армии для особых поручений и в июле 1865 года вышел в отставку с чином генерал-лейтенанта.
Среди прочих наград Тархан-Моуравов имел ордена св. Станислава 1-й степени (1859 год) и св. Анны 1-й степени (1861 год).
Скончался 6 февраля 1869 года.